# Vraný
Vraný település Csehországban, a Kladnói járásban. Vraný Páleč, Peruc, Mšené-lázně, Jarpice és Vrbičany településekkel határos. Lakosainak száma 809 fő (2024. január 1.).

## Népesség
A település lakosságának változását az alábbi diagram mutatja:
| Lakosok száma | 1223 | 1385 | 1348 | 925  | 756  | 723  | 764  | 746  | 758  | 809  |
|               | 1869 | 1890 | 1921 | 1950 | 1980 | 2001 | 2017 | 2019 | 2022 | 2024 |